# Das Klavier
Das Klavier ist ein zweiteiliger deutscher Fernsehfilm von 1972.

## Handlung
Der Arzt Dr. Otto Borkowski lebt mit seiner Familie in einer Kreisstadt in der deutschen Provinz Posen. Seine Frau Hedwig kauft ein Klavier, um das kulturelle Niveau der Familie zu heben und ihr mehr Ansehen zu verschaffen.
Die fünf Kinder müssen die Klavierstunden über sich ergehen lassen. Nach dem Beginn des Ersten Weltkrieges muss der älteste Sohn an die Front und Otto Borkowski verausgabt sich so, dass er stirbt.
Als die russisch-polnische Front näher rückt, flieht die Familie nach Berlin und nimmt das Klavier mit.
In den folgenden Jahren zerfällt die Familie und verteilt sich in verschiedene Orte.
Die Mutter Hedwig bleibt in Berlin, sie erlebt Inflationszeit, Weltwirtschaftskrise, Nazizeit, Bombardements und Kapitulation, und das Klavier spielt immer weiter …

## Hintergründe
Die Handlung basiert auf dem gleichnamigen dreiteiligen Roman von Julius Tinzmann, an dem dieser über über zehn Jahre geschrieben haben soll.
Der Regisseur Fritz Umgelter hatte bereits etwa fünfzehn Fernsehfilme für die ARD gedreht. Die Hauptdarsteller Anneliese Uhlig und Günter Strack waren damals bekannte Schauspieler, der junge Matthias Habich hatte eine seiner ersten Filmrollen. Die Bauten leitete Walter Dörfler, die Kostüme verantwortete Ilse Dubois.
Die Erstausstrahlung erfolgte am 25. und 26. Dezember 1972 in der ARD.
Um 2013 wurde eine rekonstruierte DVD-Fassung durch Studio Hamburg hergestellt.

## Rezeption
Der Film wurde an den beiden Weihnachtsfeiertagen 1972 von zahlreichen Zuschauern gesehen und löste bei vielen älteren wahrscheinlich heftige Erinnerungen an eigene Erlebnisse von Flucht und Krisen aus.
In offiziellen Kommentaren wurde er als glänzende Literaturverfilmung gelobt, die ein lebendiges Bild der deutschen Gesellschaft von der Kaiserzeit bis zum Ende des Zweiten Weltkrieges zeige, und in der die Publikumslieblinge glänzten.